# Marina Mayoral
Marina Mayoral Díaz (Mondoñedo, Lugo, 12 de septiembre de 1942) es una escritora y articulista en español y gallego.

## Trayectoria
Es catedrática jubilada de Literatura Española de la Universidad Complutense y codirectora de la colección "Biblioteca de Escritoras" de Editorial Castalia.
Ha dirigido la colección  "Relatos" de la editorial Edhasa y la colección "Club de Clásicos" de Ediciones SM. Colabora semanalmente en La Voz de Galicia desde 1990.
Como narradora su visión del mundo se caracteriza por una especial concepción del amor y de la muerte como fuerzas condicionantes del destino humano. Las notas formales más destacadas son la finura de los análisis psicológicos, el humor, la naturalidad de la prosa, el juego de  perspectivas y las estructuras metaliterarias. La acción de casi todas sus novelas se desarrolla en un lugar imaginario, situado en Galicia, llamado Brétema, nombre que en castellano significa niebla.
Varias de sus novelas han sido traducidas al alemán, italiano, polaco, portugués, catalán y chino.
Como investigadora destacan sus estudios sobre literatura femenina: Rosalía de Castro, Emilia Pardo Bazán , Gertrudis Gómez de Avellaneda, Carolina Coronado entre otras y sus análisis del proceso de creación literaria.

## Obra
- La poesía de Rosalía de Castro. Madrid: Gredos, 1974. Ensayo.
- Rosalía de Castro y sus sombras. Madrid: Fundación Universitaria Española, 1976. Ensayo.
- Análisis de cinco comedias. Madrid: Castalia, 1977. Ensayo.
- Análisis de textos (Poesía y prosa españolas). Madrid: Gredos, 1977. Ensayo.
- Cándida otra vez. Madrid: Ámbito Literario, 1979. Novela. Premio Ámbito Literario 1979.
- Al otro lado. Fuenlabrada: Magisterio Español S.A., Editorial, 1980. Novela. Premio Novelas y Cuentos de Magisterio Español.
- Plantar un árbol. Orihuela: Caja de Ahorros de Alicante y Murcia, 1981. Novela. V Premio Gabriel Sijé de Novela Corta 1980.
- La única libertad. Madrid: Cátedra, 1982. Novela.
- Contra muerte y amor. Madrid: Cátedra, 1985. Novela.
- Rosalía de Castro. Madrid: Cátedra, 1986. Ensayo.
- O reloxio da torre. Vigo: Galaxia S.A., 1988. Novela.
- A man de neve. Vigo: Xunta de Galicia, 1988. Cuentos.
- Unha arbore, un adeus. Vigo: Galaxia S.A., 1988. Novela.
- El oficio de narrar. Madrid: Cátedra, 1989. Ensayo.
- Morir en sus brazos y otros cuentos. Alicante: Aguaclara, 1989. Cuentos.
- Chamábase Luis. Vigo: Xerais, 1989. Novela. Premio Losada Dieguez 1989.
- En los parques, al anochecer, 1990. Cuento.
- El fantasma de la niña negra, 1990. Cuento.
- Escritoras románticas españolas. Madrid: Fundación Banco Exterior, 1990. Ensayo.
- El personaje novelesco. Madrid: Cátedra, 1990. Ensayo.
- El reloj de la torre. Madrid: Mondadori, 1991. Novela.
- El tiburón, el ángel y otros relatos. Madrid: Compañía Europea de Comunicaciones e Información, 1991. Cuentos.
- Recóndita armonía. Madrid: Alfaguara, 1994. Novela.
- Querida amiga. Vigo: Galaxia S.A., 1995. Cuentos.
- Se llamaba Luis. Madrid: Mondadori, 1995. Novela.
- Sólo pienso en ti. 1995. Cuento.
- Desde el alba al ocaso. 1995. Cuento.
- Dar la vida y el alma. Madrid: Alfaguara, 1996. Novela.
- Recuerda, cuerpo. Madrid: Alfaguara, 1998. Novela.
- La sombra del ángel. Madrid: Alfaguara, 2000. Novela.
- Tristes armas. Madrid: Anaya, 2001. Novela.
- Bajo el magnolio. Madrid: Alfaguara, 2004. Novela.
- Los coches de mi vida. Cuento. En: Mujeres en ruta, 2005, pp. 21-29.
- ¿Quién mató a Inmaculada de Silva? Madrid: Alfaguara, 2009. Novela.
- Deseos. Madrid: Alfaguara, 2011. Novela.
- La única mujer en el mundo. Barcelona: Edhasa, 2019. Novela.

## Obras colectivas
- Participó en Nocturnario (2016), un libro colectivo con collages de Ángel Olgoso en el que 101 escritores hispanoamericanos aportaron un texto para acompañar cada una de las imágenes.[1]
- Participó en el homenaje a Antonio Pereira, con un comentario del cuento «Palabras, palabras para una rusa», en Natalia Álvarez Méndez y Ángeles Encinar (ed): Antonio Pereira y 23 lectores cómplices. León: Eolas Ediciones, 2019.[2]

## Premios
- Ámbito literario (novela) 1979
- Novelas y cuentos (novela) 1980
- Hucha de oro (de cuentos) 1982
- Ramón Sijé (novela corta)  1979
- Antón Losada Dieguez (a novelas publicadas) 1989 y 1996
- Fernández Latorre (de periodismo) 1992